# Nephargynnis victoriae
Nephargynnis victoriae är en fjärilsart som beskrevs av Van Someren 1972. Nephargynnis victoriae ingår i släktet Nephargynnis och familjen praktfjärilar. Inga underarter finns listade i Catalogue of Life.